# مفترسات (فلم)
مفترسات  (بالإنجليزية: Predators) هو فيلم حركة تم إنتاجه في الولايات المتحدة وصدر في سنة 2010.

## قصة الفيلم
تدور احداث الفيلم حول مجموعة من المغامرات عن جماعة من المحاربين الأشداء الذين يجدون أنفسهم في كوكب غريب، ويكتشفون أنه تم إحضارهم إلى هذا الكوكب كي يشاركوا في عملية صيد حيوانات مفترسة بين المجرات.

## بطولة
- أدريان برودي
- توفر غريس
- أليس براغا
- داني تريجو
- لورنس فيشبورن

## الميزانية والإيرادات
بلغت تكلفة إنتاج الفيلم حوالي 40 مليون دولار بينما حقق أرباحا تقدر بـ 127,234,389 دولار.

## وصلات خارجية
- الموقع الرسمي
- مقالات تستعمل روابط فنية بلا صلة مع ويكي بيانات